# Philopteridae
Philopteridae es una familia de Ischnocera, en Mallophaga por lo general un parásito de las aves. 

## Algunos géneros
Entre las especies de esta familia se cuentan:
- Acutifrons
- Austrophilopterus
- Brueelia
- Campanulotes
- Columbicola
  - Columbicola extinctus
- Degeeriella
- Docophorulus
- Formicaphagus
- Formicaricola
- Halipeurus
- Harrisoniella
  - Harrisoniella hopkinsi
- Nyctibicola
- Penenirmus
- Philopterus
- Quadraceps
- Rallicola Johnston & Harrison, 1911
  - Rallicola extinctus
- Saemundssonia
- Strigiphilus
  - Strigiphilus garylarsoni
- Trabeculus